# Australammoecius persimilis
Australammoecius persimilis är en skalbaggsart som beskrevs av Lea 1923. Australammoecius persimilis ingår i släktet Australammoecius och familjen Aphodiidae. Inga underarter finns listade.